# 向家镇 (仁寿县)
向家镇，原为向家乡，是中华人民共和国四川省眉山市仁寿县曾经下辖的一个镇。2019年12月，撤销向家镇、中岗镇、观寺镇，设立贵平镇，以原向家镇、原中岗镇、原观寺镇所属行政区域为贵平镇的行政区域。

## 行政区划
向家镇撤销前下辖以下地区：
贵坪村、平安村、六角村、向荣村和林河村。